# Military Reaction Force
Die Military Reaction Force, Military Reconnaissance Force oder Mobile Reconnaissance Force (MRF) war eine Einheit der British Army, die in Belfast, Nordirland als operative nachrichtendienstliche Aufklärungskomponente des britischen Intelligence Corps vermutlich bis Ende 1972 bzw. Anfang 1973 im Einsatz war. Die Einheit wurde im Sommer 1971 aufgestellt. MRF-Teams operierten in Zivilkleidung und von Zivilfahrzeugen aus. Sie waren mit Pistolen und Maschinenpistolen bewaffnet. Die Aufgabe bestand im Verfolgen, Verhaften oder Töten von Mitgliedern der Provisional Irish Republican Army (IRA). Die MRF hatten auch Doppelagenten in den paramilitärischen Gruppen und Tarnorganisationen, um Informationen zu sammeln. Im Oktober 1972 enttarnte und attackierte die Provisional IRA zwei Tarnorganisationen der MRF: einen Massagesalon und einen Waschsalon.
Die MRF tötete und verletzte eine Menge unbewaffneter katholischer Zivilisten in drive-by shootings und wird verdächtigt, mit illegalen protestantischen Terroristen der Ulster Loyalists zusammengearbeitet zu haben. Sie wurde durch die SRU (oder 14 Intelligence Company) und später die FRU abgelöst. Die Ziele der MRF waren ausschließlich katholische Illegale, keine protestantischen.

## Ursprünge und Strukturen
Die MRF wurde im Sommer 1971 aufgestellt. Ideen, Techniken und Taktiken sollen auf den Offizier Sir Frank Kitson zurückgehen, der Gegenbanden im Mau-Mau-Aufstand in Kenia gegründet hatte. Er hatte zwei Bücher über „Gegenterrorismus“ (aus britischer Sicht) geschrieben: Gangs & Counter Gangs (1960) und Low Intensity Operations (1971, deutsche Ausgabe Im Vorfeld des Krieges. Abwehr von Subversion und Aufruhr, Stuttgart, Seewald Verlag 1974. ISBN 3-512-00328-1). Zwischen 1970 und 1972 diente Kitson in Nordirland als Kommandeur der 39th Infantry Brigade. Es wird angenommen, dass er die MRF gründete.
Die MRF hatte ihren Stützpunkt in den Palace Barracks im Belfaster Vorort Holywood. Captain Arthur Watchus war erster Kommandeur der MRF. Im Juni 1972 wurde er von Captain James „Hamish“ McGregor abgelöst. Die MRF wurde in zwei Bereiche aufgeteilt, die von Sergeants oder Sergeant-Majors kommandiert wurden, die in den Special Air Service (SAS), Special Boat Service (SBS) den Royal Marines und dem Parachute Regiment dienten. Die Einheit bestand aus ca. 40 handverlesenen Soldaten aus der British Army. Zur MRF gehörten auch einige Frauen.
Aus Militärkreisen stammt die Information, dass immer neun im Einsatz waren, die von neun gedeckt wurden, während sich die anderen ausruhten.

## Modus operandi
Im März 1994 antwortete der stellvertretende Verteidigungsminister Jeremy Hanley auf eine Anfrage des parlamentarischen Untersuchungsausschusses: „Die MRF war eine kleine Militäreinheit, die in der Zeit von 1971 bis 1973 für die Durchführung von Überwachungsaufgaben in Nordirland in jenen Fällen, in denen Soldaten in Uniform und mit Armeefahrzeugen zu leicht erkannt worden wären, verantwortlich war“.
Viele Details über den modus operandi der Einheit wurden von ehemaligen Mitgliedern offenbart. Ein ehemaliges Mitglied der MRF mit dem Tarnnamen Simon Cursey gab eine Reihe von Interviews und veröffentlichte das Buch MRF Schatten-Truppe über seine Zeit in der Einheit. Im November 2013 erschien ein Dokumentarfilm in der BBC-Sendung Panorama über die MRF. Es stützte sich auf Informationen von sieben ehemaligen Mitgliedern sowie eine Reihe von anderen Quellen.
Die Aufgaben der MRF unterteilten sich in einen defensiven und einen offensiven Teil. Die MRF fuhren die Straßen in Zivilfahrzeugen ab und hielten nach IRA-Mitgliedern Ausschau.
Ehemalige Mitglieder sagten aus, dass sie Menschen, egal ob Untergrundkämpfer oder Unbeteiligte, ohne Vorwarnung erschossen hätten. Damit wurden die Rules of Engagement der britischen Armee verletzt. Sie sagten weiterhin aus, dass sie eine Liste von Personen hatte, die auf der Stelle zu töten seien, wobei das Ziel darin bestand, „sie [gemeint waren die Katholiken] in ihrem eigenen Spiel zu schlagen“. Die irische Unabhängigkeitsbewegung sollte damit terrorisiert werden.
Cursey zufolge hatte die Einheit die Rückendeckung der britischen Regierung, die das Vorgehen als Teil eines tieferen politischen Spiels ansah. Seine Einheit habe 20 Personen ermordet: “We opened fire at any small group in hard areas […] armed or not – it didn’t matter. We targeted specific groups that were always up to no good. These types were sympathizers and supporters, assisting the IRA movement. As far as we were concerned they were guilty by association and party to terrorist activities, leaving themselves wide open to the ultimate punishment from us.” (Wir eröffneten das Feuer auf jede kleine Gruppe in gefährlichen Bereichen […], bewaffnet oder nicht – es war egal. Wir zielten auf bestimmte Gruppen, die nicht gut waren. Diese Typen waren Sympathisanten und Unterstützer, die die IRA-Bewegung unterstützten. Soweit es uns anging, waren diese durch Zusammenarbeit und Parteinahme mit der IRA der terroristischen Aktivitäten schuldig, so dass sie die ultimative Strafe von uns bekamen.)
Cursey beschrieb zwei Vorfälle, wo MRF-Mitglieder in Pubs gingen und IRA-Mitglieder ermordeten. Ein anonymes Ex-Mitglied der MRF sagte der Sendung Panorama: “We were not there to act like an army unit, we were there to act like a terror group”. (Wir waren nicht da, um uns wie Soldaten, sondern wie Terroristen zu benehmen.) Ein anderer Soldat sagte: “We operated initially with them thinking that we were the UVF” (wir operierten zunächst so, dass die denken mussten, wir gehörten der Ulster Volunteer Force an). Ein anderer Soldat sagte: “We wanted to cause confusion” (wir wollten Verwirrung stiften). Man hätte auch Menschen ermordet, die Verteidigungsbarrikaden errichtet hatten, da sie bewaffnet hätten sein können. 1978 sagte ein ehemaliges Mitglied, dass es die Aufgabe war, Unterdrückung bzw. Einschüchterung durch Furcht, Terror und Gewalt zu erreichen (“repression through fear, terror and violence”). Die Einheit bevorzugte Waffen, die die IRA auch benutzte. Angehörige der irischen Unabhängigkeitsbewegung argumentierten, dass die MRF im Wesentlichen zwei Ziele verfolgte: Die IRA sollte in einen bewaffneten Konflikt mit den Loyalisten gezwungen werden und die Zivilisten sollten das Vertrauen in die Fähigkeit der IRA, sie zu beschützen, verlieren.
Die MRF-Überwachungsmaßnahmen beinhalteten die Verwendung von Scheinfirmen und Verkleidungen. Ehemalige Mitglieder behaupten, sie hätten sich auch als Straßenkehrer, Müllmänner und sogar Obdachlose getarnt.
Die MRF war dafür bekannt, Doppelagenten verwendet zu haben, die sie als Freds bezeichnete. Diese waren Mitglieder der republikanischen oder loyalistischen Paramilitärs, die von der britischen Military Intelligence „rekrutiert“ worden waren. Die Freds würden weiterhin innerhalb der paramilitärischen Gruppen arbeiten und die MRF mit Informationen versorgen.
Cursey zufolge entführte die MRF auch Menschen und verhörte sie. Sie verwendete Schockbehandlungen, um die Gefangenen zu zwingen, Informationen zu geben. Zum Beispiel brachen sie zu Beginn des Verhörs den Entführten unverzüglich einen Arm und drohten, den anderen auch noch zu brechen. Cursey sagte, dass die Gefolterten dann an der Straße herausgelassen wurden, um später erneut festgenommen und gefoltert zu werden.

## Attacken auf Zivilisten
1972 waren MRF-Teams in eine Reihe von Drive-by-Shootings in den katholischen und irisch-nationalistischen Gebieten von Belfast verwickelt, von denen einige den Loyalisten zugeschrieben wurden. Mindestens fünfzehn Zivilisten wurden dabei ermordet. MRF-Mitglieder bestätigten das Engagement der Einheit in den meisten dieser Angriffe. Es gibt auch Behauptungen, dass die Einheit protestantischen Terroristen der Loyalisten geholfen habe, Angriffe durchzuführen.

### Bombardierung der McGurk’s Bar
Am 4. Dezember 1971 zündeten Kämpfer der Ulster Volunteer Force (UVF) vor der Bar McGurk’s in Belfast eine Zeitbombe. Der Pub wurde häufig von irischen Patrioten und Nationalisten besucht. Die Explosion tötete 15 Zivilisten und verletzte 17 weitere. Es war der schwerste Anschlag während des Konflikts. Im Buch Killing For Britain (2009), geschrieben vom ehemaligen UVF-Mitglied John Black, behauptete der Autor, die MRF hätte logistische Hilfe geleistet. Zwei Tage vor dem Anschlag waren Angehörige der Unabhängigkeitsbewegung aus dem Crumlin Road Prison geflohen. Überall waren deswegen Straßensperren. Anwohner behaupteten später, dass die Briten kurz vor dem Anschlag einige Straßensperren entfernt hätten, was den Attentätern Anreise und Flucht erleichtert hatte.

### Anschlag auf der Whiterock Road
Am 15. April 1972 wurden die Brüder Gerry und John Conway – beide katholische Zivilisten – beim Spaziergang auf der Whiterock Road von Angehörigen der MRF entdeckt. Vor der St. Thomas’s School hielt ein Wagen und die Insassen schossen mit Pistolen auf die beiden. Die Brüder rannten davon, wurden aber durch Schüsse verwundet. Zeugen sahen, wie Soldaten in Uniformen dazukamen und mit den Pistolenschützen sprachen. Dann fuhren die Wagen weg. Die Verletzten wurden ins Royal Victoria Hospital von Belfast gebracht. Die Armee behauptete später wahrheitswidrig, dass die Männer das Feuer auf eine Armeepatrouille eröffnet hätten. 1978 gab ein frühes MRF-Mitglied zu, in diesen Anschlag verwickelt gewesen zu sein. Er bestätigte die Aussage der Passanten und sagte, man habe die beiden mit IRA-Mitgliedern verwechselt.

### Anschlag in Andersonstown
Am 12. Mai 1972 kündigte die britische Regierung an, dass es keine Disziplinarmaßnahmen gegen die Soldaten gebe, die am Blutsonntag beteiligt waren. In dieser Nacht erschossen MRF-Teams sieben katholische Zivilisten im Bereich Andersonstown. Ein MRF-Team in einem Zivilfahrzeug näherte sich einem Checkpoint von Mitgliedern der Catholic Ex-Servicemen’s Association (CESA) am Eingang zum Riverdale Park South. Die CESA war eine unbewaffnete Bürgerwehr-Organisation, die gegründet worden war, um katholische Gebiete zu schützen. Das Auto stoppte und kehrte dann um. Einer der Männer der MRF eröffnete das Feuer mit einer Maschinenpistole aus dem Auto heraus. Dabei wurde der katholische Zivilist Patrick McVeigh getötet und vier weitere verletzt. Die Verletzten waren alle Einheimische und McVeigh starb durch einen Schuss in den Rücken. Die Armee erklärte Journalisten, dass bewaffnete Männer in einem Auto vorbeigefahren seien und wahllos auf Zivilisten geschossen hätten. Sie nannte es ein „scheinbar unmotiviertes Verbrechen“. Das Auto sei aus einer „protestantischen“ Gegend gekommen und wieder dorthin zurückgekehrt. Dies spreche für eine Urheberschaft der Loyalisten. Eine Untersuchung des Angriffs wurde im Dezember 1972 durchgeführt. Es wurde zugegeben, dass die Autoinsassen Soldaten waren, die zu einer Undercover-Einheit wie der MRF gehörten. Die Soldaten mussten nicht an der Untersuchung teilnehmen, aber Erklärungen abgeben. Sie behaupteten wahrheitswidrig, dass sie von den sechs Bewaffneten beschossen worden seien und zurückgeschossen hätten. Allerdings sagten Augenzeugen, dass keines der CESA-Mitglieder bewaffnet gewesen sei, was durch forensische Untersuchungen gestützt wurde. Die beteiligten MRF-Mitglieder wurden nie strafrechtlich verfolgt. Das ehemalige MRF-Mitglied Simon Cursey behauptete, dass die Einheit das Feuer auf die Männer eröffnet habe, weil einige von ihnen IRA-Mitglieder gewesen seien, die auf ihrer Liste gestanden hätten. Jedoch gibt es keinen Beweis dafür, dass irgendeiner dieser Männer IRA-Mitglied war. Ein MRF-Mitglied sagte 1978, dass es die Absicht der Armee gewesen sei, es wie einen Angriff der Loyalisten aussehen zu lassen. Ein Anheizen des sektiererischen Konflikts hätte den Druck von der Armee genommen. Minuten vor der Attacke waren zwei weitere katholische Zivilisten von einem MRF-Team erschossen worden. Die beiden jungen Männer – Aidan McAloon und Eugene Devlin – kamen mit einem Taxi von der Disco nach Hause und wurden am Slievegallion Drive abgesetzt. Das MRF-Team sagte der Royal Military Police wahrheitswidrig, dass die beiden Männer mit einem Gewehr geschossen hätten. Zeugenaussagen widersprachen dem, und forensische Untersuchungen ergaben, dass weder McAloon noch Devlin Waffen abgefeuert hatten.

### Anschlag auf der Glen Road
Am 22. Juni 1972 verkündete die Provisional IRA, dass sie einem viertägigen Waffenstillstand zugestimmt habe, um mit der britischen Regierung zu verhandeln. An diesem Tag schossen MRF-Mitglieder aus einem nicht gekennzeichneten Auto heraus auf drei katholische Männer auf der Glen Road. Ein Mann in einem Haus in der Nähe wurde auch durch die Schüsse verletzt. Einer der Männer starb, die anderen wurden verletzt. Kurz darauf wurde der Wagen der MRF-Einheit von der RUC gestoppt, und die Insassen wurden verhaftet. Im Wagen befand sich eine Thompson-Maschinenpistole, „seit Jahren eine der bevorzugten Waffen der IRA“. Eines der Mitglieder der MRF – Clive Graham Williams – wurde wegen versuchten Mordes angeklagt. Er erzählte dem Gericht, dass zwei der Männer bewaffnet gewesen seien und auf das MRF-Auto geschossen hätten. Er selbst habe nur zurückgeschossen. Zeugen sagten, dass keiner der Männer bewaffnet war und dass es sich um einen grundlosen Angriff handelte. Forensische Untersuchungen ergaben, dass keiner der Männer eine Waffe abfeuerte. Hauptbelastungszeugen wurden nicht angehört. Williams wurde am 26. Juni 1973 freigesprochen. Er erhielt später die britische Military Medal für Tapferkeit.

### Anschlag am St. James’s Crescent
In der Nacht des 27. September 1972 tötete die MRF den katholischen Zivilisten Daniel Rooney und verwundete seinen Freund Brendan Brennan. Sie wurden von einem vorbeifahrenden Auto aus erschossen, als sie an einer Straßenecke des St. James’s Crescent im Falls-Distrikt standen. Die britische Armee behauptete wahrheitswidrig, dass die beiden das Feuer eröffnet hätten. Die IRA, die Angehörigen und die Passanten bezweifelten diese Aussage. 1973 wurde der Fall untersucht. Die britischen Forensiker widerlegten die Angabe der Armee. Die sechs Soldaten, die an dem Vorfall beteiligt gewesen waren, blieben bei ihren falschen Aussagen und mussten auch nicht vor dem Ausschuss erscheinen. Ihre Aussagen wurden anonymisiert verlesen. 2013 sagte das Mitglied der MRF, das den Namen Simon Cursey verwendete, dass nur einer der Männer bewaffnet gewesen sei.

### DieNew Lodge Six
Der MRF wird vorgeworfen, an einem Feuerüberfall auf eine Gruppe junger katholischer Belfaster beteiligt gewesen zu sein. Am 3. Februar 1973 schossen Männer aus einem Wagen auf eine Menschengruppe, die vor einem Pub in der Antrim Road stand. Das IRA-Mitglied James Sloan und James McCann wurden getötet, weitere Menschen wurden verletzt. Briten töteten am selben Tag vier weitere Menschen. Alle sechs Erschossenen wurden später als die New Lodge Six bezeichnet. Im Juni 1973 gab die Northern Ireland Civil Rights Association einen Leitfaden für die Bevölkerung heraus, was man tun solle, wenn man von MRF oder SAS unter Feuer genommen werde: Man solle sich tot stellen, bis die Gefahr vorbei sei.

## Tarnfirmen
In den frühen 1970er Jahren betrieb die MRF eine Reihe von Tarnfirmen in Belfast. Dazu gehörten Massagesalons und Waschsalons. Am College Square hatte die MRF ein Büro.
Die Waschsalons boten einen Mobilservice an, fuhren durch die Stadt und sammelten Schmutzwäsche ein. Fahrer und Beifahrerin stammten beide aus Nordirland. Die Wäsche wurde vor dem Waschen auf Rückstände von Pulver bzw. Sprengstoff untersucht. Außerdem verglich man die Größen der Wäschestücke mit denen von früheren Fahrten. Größenunterschiede deuteten darauf hin, dass die Wohnung als Versteck von IRA-Mitgliedern diente. Im September 1972 fand die IRA heraus, dass zwei ihrer Mitglieder, Seamus Wright und Kevin McKee, für die MRF als Doppelagenten arbeiteten. Im Verhör sagte McKee über die Tarnfirmen der MRF aus. Die Leitung der Provisional IRA Belfast Brigade überwachte die Tarnfirmen, was McKees Aussage bestätigte. Die IRA brachte McKee und Wright nach South Armagh, wo sie als Verräter ermordet wurden. Ihre Leichen tauchten nie wieder auf.

### Attacken der IRA im Oktober 1972
Am 2. Oktober 1972 schlug die IRA zurück und griff Fahrzeuge und Geschäfte der Wäschereifirma an. In Twinbrook (West Belfast) eröffneten sie das Feuer und töteten dabei einen britischen Soldaten. Später griff die IRA auch den Massagesalon an. Die britische Armee bestätigte für diesen Tag aber nur den einen Toten, obwohl die IRA behauptete, mehr getötet zu haben. Die enttarnte MRF zog sich zurück. Als eine ihrer Nachfolgeeinheiten gilt die 14 Intelligence Company (alias The Det).